# Valravillon
Valravillon község Franciaország Burgundia-Franche-Comté régiójában, Yonne megyében. Új községként 2016. január 1-jén jött létre Guerchy, Laduz, Neuilly és Villemer község egyesítésével. A korábbi községek egyesülésekor az új község lélekszáma 1643 fő lett. Lakosainak száma 1777 fő (2022. január 1.).

## Népesség
| Lakosok száma | 1762 | 1758 | 1755 | 1752 | 1755 | 1777 |
|               | 2017 | 2018 | 2019 | 2020 | 2021 | 2022 |